# عجمية (الأندلس)

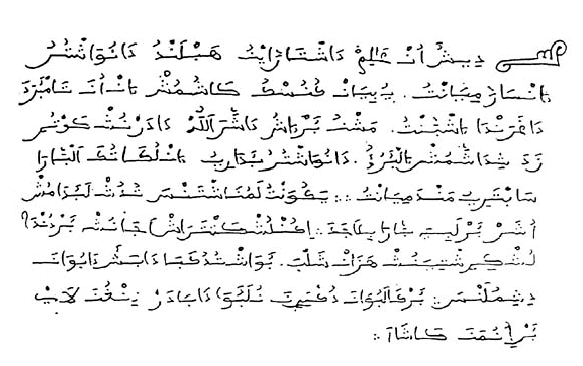

الأعجمية الأندلسية أو العجَميَّة (اَلخَمِيَ - aljamía) عند أهل الأندلس، هي اللغات الرومنسية الإسبانية والبرتغالية والمستعربية، المرسومة بالخط العربي، أو المعَجَّمة.
كان هناك بعض الأدباء من شعوب أوروبا المسلمة ممن بدؤوا في كتابة أعمالهم الأدبية آن ذلك بلغاتهم الأم، مستخدمين في ذلك الأبجدية العربية التي استخدمتها كافة شعوب العالم الإسلامي كالفرس والترك، ثم راحوا بعد ذلك ينشرون تلك الأعمال. والمعروف بعد انسحاب العرب من الأندلس أن الموريسكيين تركوا لغتهم العربية، وراحوا يكتبون أشعارهم الإسبانية وأعمالهم الأخرى لمدة طويلة بالحروف العربية، ولا زال هذا النوع من الأعمال محفوظا في المكتبات حتى الآن، ومعدودا من النوادر، وهي في مجموعها تشكل أدبا أطلق عليه الإسبانيون اسم الأدب العجمي (اَلخَمِيَدُ - aljamiado).

## الأعجمية في البلقان
كذلك فإن الشعوب التي اعتنقت الإسلام في الغالبية العظمى من بلدان منطقة البلقان التي خضعت للحكم العثماني كان لها - عدا أدبها المكتوب بالتركية والعربية والفارسية - أدب كتبته بلغاتها الأم، ولكن بحروف عربية، وأطلقت عليه هي الأخرى أدب «الخميادو».

### الأدب الأعجمي الألباني
للمسلمين الألبان نتاج غني في أدب الخميادو العثماني أو ما يعرف Bejtexhinjve، بدأ ظهوره أولا عند الألبان في ألبانيا، ثم ظهر بعد مئة عام عند الألبان في قوصوه وميتوهيا والجبل الأسود. ويتمثل أقدم إنتاج لهذا الفرع من الأدب في كتاب بعنوان «محيي زاده Muçi Zade» يضم 17 رباعية باقية من عام 1724، ولكن الأهم من ذلك هو ديوان ناظم براتي أو ناظم فراقولا (1680 - 1754) ثم أعمال سليمان نائبي (ت 1760). وداليب فراشري صاحب ملحمة «حديقة الشهداء» وتعد أول ملحمة في تاريخ الأدب الألباني، وتتناول معركة كربلاء المعروفة. وقام حسن زوكو بنظم أول «مولد» باللغة الألبانية (في القرن الثامن عشر)، بينما قام إسماعيل فلوچي بعمل أول ترجمة من العثمانية إلى الألبانية لمولد سليمان چلبي المشهور. كما قام علي رضا اولچيناقو (ت 1913) بعمل ترجمة لنفس المولد كتبها بالحروف العربية وسماها (ترجمة مولد على لسان أرناؤد)، وتم نشرها في استانبول عام 1295 هـ / 1878م، وهو محفوظ اليوم في مكتبة يلديز.

## وصلات خارجية
- Aljamiado - (Web sobre la civilización) Árabo-Islámica
- Andreas Karbstein. Die Namen der Heilmittel nach Buchstaben: Edition eines arabisch-romanischen Glossars aus dem frühen 17. Jahrhundert في كتب جوجل